# Cánh đồng Chum
Cánh đồng Chum (Tiếng Lào: ທົ່ງໄຫຫິນ [tʰōŋ hǎj hǐn]) là một cảnh quan khảo cổ cự thạch ở Lào. Nó bao gồm hàng ngàn chum đá nằm rải rác dọc theo thung lũng và cánh đồng thấp của đồng bằng trung tâm thuộc Cao nguyên Xiengkhuang. Hầu hết chúng nằm thành từng cụm với số lượng từ một cho đến vài trăm cái chum.
Cao nguyên Xiengkhuang nằm ở cuối phía bắc của Dãy Trường Sơn, dãy núi chính trên bán đảo Đông Dương. Nhà nghiên cứu người Pháp Madeleine Colani vào cuối những năm 1930 đã kết luận rằng, những chiếc chum này liên quan đến hoạt động chôn cất thời tiền sử. Cuộc khai quật của các nhà khảo cổ Lào và Nhật Bản trong những năm qua đã hỗ trợ cho giải thích này với việc phát hiện ra hài cốt của con người, hàng hóa chôn cất và gốm sứ trong các chum. Các nhà nghiên cứu (sử dụng phát quang kích thích quang học) đã xác định rằng những chiếc chum được đặt ở vị trí sớm nhất là vào khoảng năm 1240 đến năm 660 trước Công nguyên. và là một trong những địa điểm thời tiền sử quan trọng nhất ở Đông Nam Á.

## Các địa điểm
Có tổng cộng hơn 90 địa điểm đã được phát hiện tại tỉnh Xiengkhuang. Mỗi một địa điểm có từ một cho đến bốn trăm chum đá. Chúng khác nhau về chiều cao và đường kính từ 1-3 mét, và tất cả đều được đẽo từ đá. Chum đá có hình trụ với đáy lớn hơn miệng. Chúng không được trang trí ngoại trừ một cái chum ở cụm số 1. Đó là một cái chum có hình ảnh phù điêu của một người ếch được chạm khắc bên ngoài. Hình ảnh này khá giống với bức tranh trên đá tại Hoa Sơn, tỉnh Quảng Tây. Đó là hình ảnh của một người giơ hai cánh tay lên, đầu gối gập có niên đại từ năm 500 trước công nguyên.
Vì hầu hết chum đều có miệng nên người ta cho rằng, chúng ban đầu đều có nắp đậy, mặc dù rất ít chum có nắp được thấy. Điều này có thể suy đoán rằng, nắp được làm từ vật liệu dễ hỏng. Tại một số nắp đá được chạm khắc động vật mô tả khỉ, hổ và ếch như tại Ban Phakeo (Cụm 52).

## Huyền thoại và lịch sử địa phương

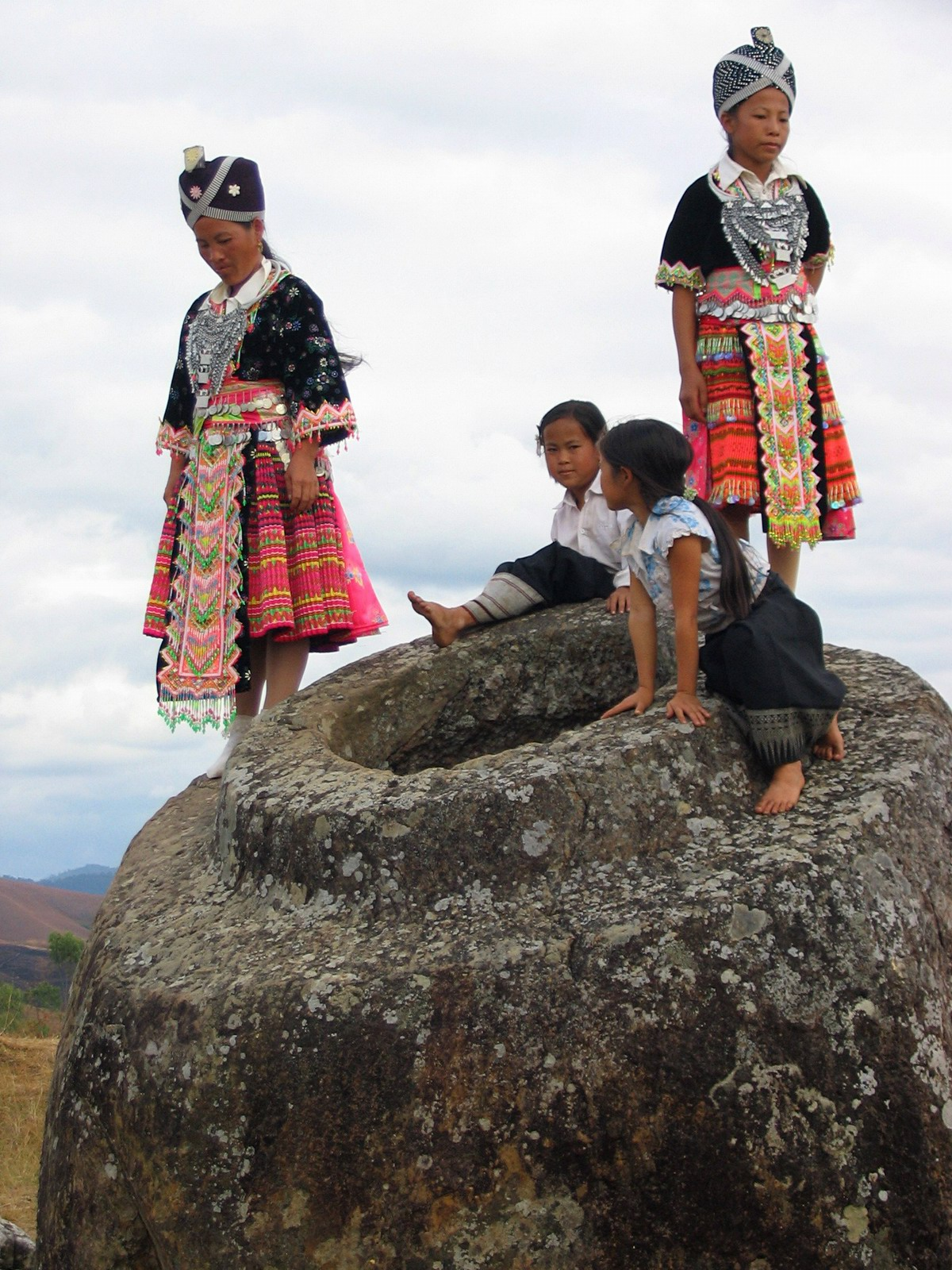
Các cô gái Hmong leo lên chum tại Cụm 1

Các nhà khảo cổ tin rằng các chum này có niên đại 1500 đến 2000 năm, được những người thuộc nhóm Môn-Khmer mà nền văn hóa của họ ngày nay không được người ta hiểu biết thấu đáo làm ra. Phần lớn các hiện vật khai quật có niên đại 500 trước Công nguyên - 800 sau Công Nguyên. Các nhà nhân loại và khảo cổ học cho rằng có thể các chum này đã được sử dụng để đựng di cốt hoặc chứa thực phẩm.
Các câu chuyện huyền thoại của người Lào cho rằng có những người khổng lồ đã từng định cư ở khu vực này. Theo một truyền thuyết khác, một vị vua cổ đại tên là Khun Cheung - đã tiến hành cuộc chiến chống lại kẻ thù thành công. Ông đã cho tạo lập cánh đồng chum để ủ lên men và chứa số lượng lớn rượu gạo lao lao để ăn mừng chiến thắng.
Người phương tây đầu tiên tiến hành khảo sát, nghiên cứu và ghi chép liệt kê các hiện vật của cánh đồng chum là một nhà khảo cổ học người Pháp tên là Madeleine Colani thuộc Viện Viễn đông Bác cổ những năm 1930. Bà đã cùng với nhóm nghiên cứu của mình khai quật khu vực cánh đồng chum và phát hiện ra một hang động gần đấy với các di hài của con người, bao gồm cả xương và tro bị đốt. Các khai quật của bà là toàn diện nhất dù đã có những cuộc khai quật khác.
Một quả bom của Hoa Kỳ đã phá hỏng một động trong thời kỳ chiến tranh bí mật khi quân đội Pathet Lào sử dụng hang động làm căn cứ.

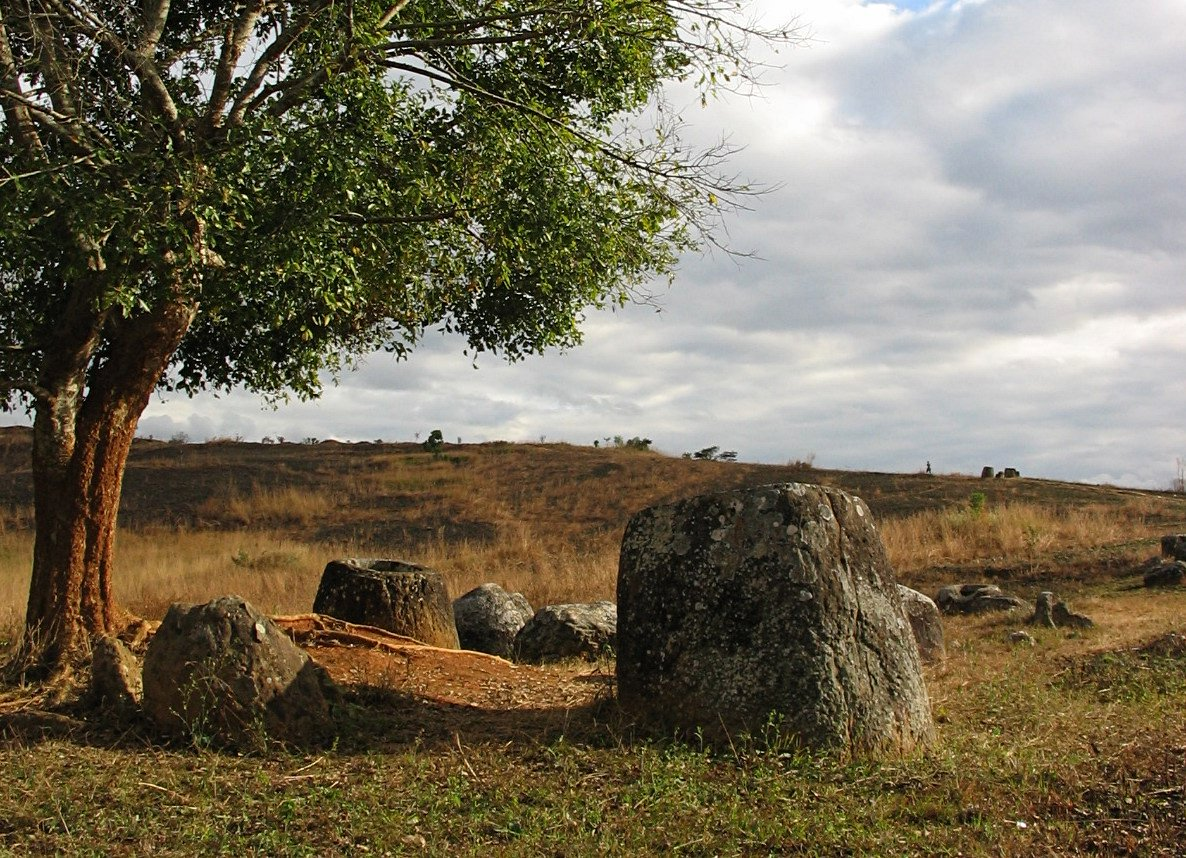
Cánh đồng chum: Cụm 1

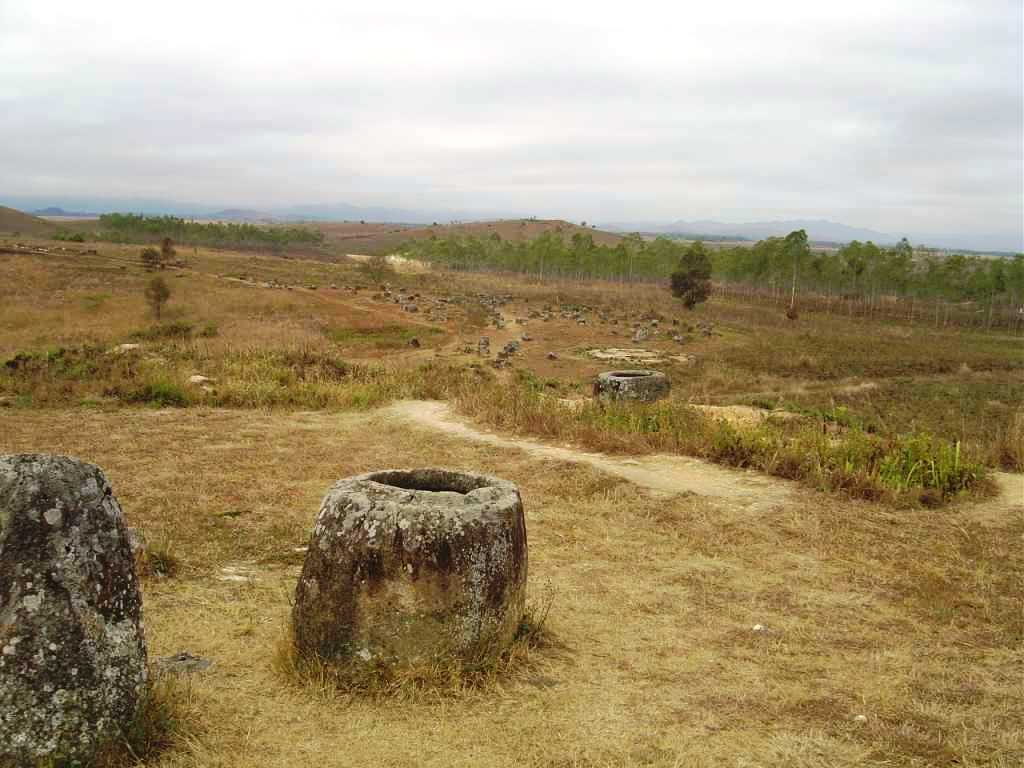
Cụm 1

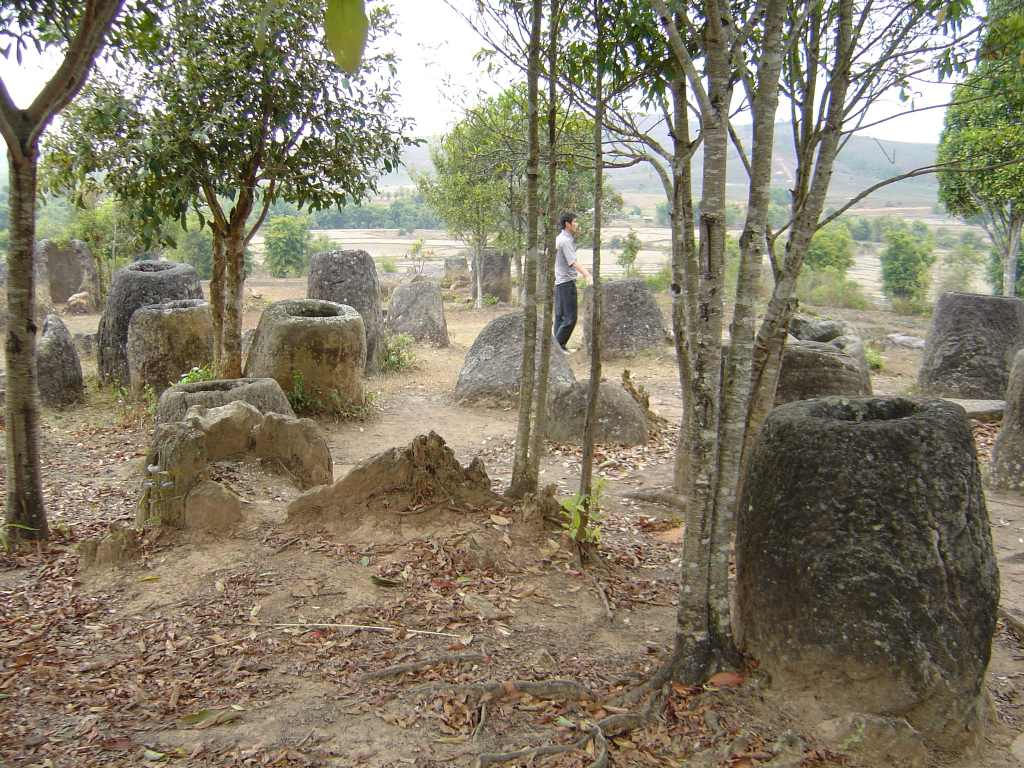
Cụm 3